# Годувальник
Годува́льник — особа, на утриманні якої перебувають непрацездатні члени сім'ї. Такими вважаються ті, хто є чи був на повному утриманні годувальника або одержують від нього допомогу, яка є для них постійним і основним джерелом існування.
До непрацездатних членів сім'ї годувальники згідно зі ст. 37 Закону України «Про пенсійне забезпечення» (1991) належать:
- діти, брати, сестри й онуки, які не досягли 18 років або старші цього віку, якщо вони стали інвалідами до досягнення повноліття, при цьому брати, сестри й онуки — за умови, якщо вони не мають працездатних батьків;
- батько, мати, дружина, чоловік, якщо вони є інвалідами або досягли: чоловіки — 60 років, жінки — 55;

- один з батьків, або чоловік (дружина), або дід, баба, брат чи сестра, незалежно від віку і працездатності, якщо він (вона) зайнятий доглядом за дітьми, братами, сестрами чи онуками померлого годувальника, які не досягли 8 років, і не працює;

- дід і баба — в разі відсутності осіб, які за законом зобов'язані їх утримувати.

Вихованці, учні, студенти, курсанти, слухачі, стажисти мають право на пенсію в разі втрати годувальника до закінчення навчальних закладів, але не довше ніж до досягнення ними 23-річного віку.
Порядок та умови призначення пенсії у разі втрати годувальника регулюються ст. 37—50 Закону України.